# Аджемян, Вартан Мкртичевич
Варта́н Мкрти́чевич (Вардан Никитич) Аджемя́н (15 [28] сентября 1905, Ван, Ван — 24 января 1977, Ереван) — армянский, советский актёр, театральный режиссёр, педагог. Герой Социалистического Труда (1975). Народный артист СССР (1965). Лауреат Сталинской премии третьей степени (1951).

## Биография
Родился в семье ремесленника.
В 1924 году окончил Ереванский художественный техникум. Театральное образование получил в армянской драматической студии в Москве (1924—1926). Окончил режиссёрские курсы при Пролеткульте (Москва).
Сценическую деятельность начал в 1927 году как руководитель армянской студии в Тбилиси. Был одним из организаторов (1928), актёром и художественным руководителем 2-го Государственного театра Армении в Ленинакане (ныне Гюмрийский драматический театр им. Вардана Аджемяна), где работал до 1938 и в 1943—1947 годах.
С 1939 года — режиссёр, с 1953 — главный режиссёр Армянского драматического театра им. Г. М. Сундукяна (Ереван).
В 1947—1950 годах — главный режиссёр Ереванского театра музыкальной комедии.
С 1944 года преподавал в Ереванском художественно-театральном институте (с 1964 — профессор).
Член ВКП(б) с 1946 года. Депутат Верховного Совета Армянской ССР.
Умер 24 января 1977 года в Ереване. Похоронен в пантеоне парка имени Комитаса.

### Семья
- Жена — Арусь Арутюновна Асрян (1904—1987), актриса. Народная артистка СССР (1972)
- Сын — Александр Варданович Аджемян (1925—1987), композитор. Народный артист Армянской ССР (1984).

## Звания и награды
- Герой Социалистического Труда (1975)
- Народный артист Армянской ССР (1945)
- Народный артист СССР (1965)[3]
- Сталинская премия третьей степени — за постановку оперного спектакля «Героиня» А. Л. Степаняна на сцене Армянского театра оперы и балета им. А. А. Спендиарова (1951)
- Государственная премия Армянской ССР (1970)
- Два ордена Ленина (1956, 1975)
- Орден «Знак Почёта» (1945)
- Медали

## Постановки спектаклей
- 1927 — «Триумфальная песня о любви» Д. К. Демирчяна
- «Навстречу грядущему дню» Е. Чаренца
- «Ифигения в Тавриде» Еврипида
- «Артавазд и Клеопатра» Н. Заряна
- «Председатель республики» З. Даряна
- «Льстец» А. О. Пароняна
- «Коварство и любовь» Ф. Шиллера
- «Шахнамэ» Н. М. Джанана
- «Трактирщица» К. Гольдони
- «Гош» Л. А. Микаэляна
- «Вольный ветер» И. О. Дунаевского
- «Лес» А. Н. Островского.

### 2-й Государственный театр Армении (Ленинакан)
- 1929 — «Разлом» Б. А. Лавренёва
- 1930 — «Марокко» С. Багдасаряна
- 1932 — «На дне» М. Горького
- 1934 — «Высокочтимые попрошайки» А. О. Пароняна
- 1934 — «Ленин в 1918 году» А. Я. Каплера и Т. С. Златогоровой
- 1944 — «Двенадцатая ночь» У. Шекспира
- 1944 — «Утёс» В. Папазяна
- 1946 — «Свадьба Кречинского» А. В. Сухово-Кобылина
- 1946 — «Ара Прекрасный» Н. Заряна
- 1947 — «Молодая гвардия» по А. А. Фадееву

### Армянский театр имени Сундукяна
- 1939 — «Из-за чести» А. М. Ширванзаде
- 1940, 1945 — «Страна родная» Д. К. Демирчяна
- 1941 — «Высокочтимые попрошайки» А. О. Пароняна
- 1941 — «Месть» Н. Заряна
- 1942 — «Фельдмаршал Кутузов» В. А. Соловьёва
- 1942 — «Фронт» А. Е. Корнейчука
- 1943 — «На вулкане» А. А. Араксманяна
- 1944 — «Убитый голубь» Нар-Доса
- 1944 — «Ещё одна жертва» Г. М. Сундукяна
- 1944, 1955 — «Утёс» В. Папазяна
- 1945 — «Ванкадзор» В. Б. Вагаршяна
- 1946 — «Далеко от Сталинграда» А. А. Сурова
- 1947 — «Молодая гвардия» по А. А. Фадееву
- 1949 — «Чужая тень» К. М. Симонова
- 1950 — «Чудесный клад» Г. М. Боряна
- 1951 — «Вишнёвый сад» А. П. Чехова
- 1952 — «Микаэл Налбандян» А. А. Араксманяна и З. Вартаняна
- 1953 — «Опытное поле» Н. Заряна
- 1953 — «Король Лир» У. Шекспира
- 1954 — «Дядя Багдасар» А. О. Пароняна
- 1954 — «Любовь на рассвете» Я. А. Галана
- 1955 — «Намус» («Честь») по А. М. Ширванзаде
- 1957 — «Под одной крышей» Г. М. Боряна
- 1958 — «Порок сердца» Г. С. Арутюняна
- 1959 — «Хаос» по А. М. Ширванзаде
- 1960 — «Третья патетическая» Н. Ф. Погодина
- 1960 — «Весенний дождь» Г. А. Тер-Григоряна
- 1960 — «В горах мое сердце» У. Сарояна
- 1964 — «Ромео и Джульетта» У. Шекспира
- 1966 — «Дело» А. В. Сухово-Кобылина.

### Армянский академический театр оперы и балета им. А. Спендиарова
- 1950 — «Героиня» А. Л. Степаняна
- 1956 — «Давид-бек» А. Т. Тиграняна

### Театр музыкальной комедии им. Акопа Пароняна
- «Кум Моргана» А. М. Ширванзаде
- «Каринэ» Т. Г. Чухаджяна.

## Режиссёр кино
- 1973 — «Утёс» (совместно с А. Айрапетяном)

## Память

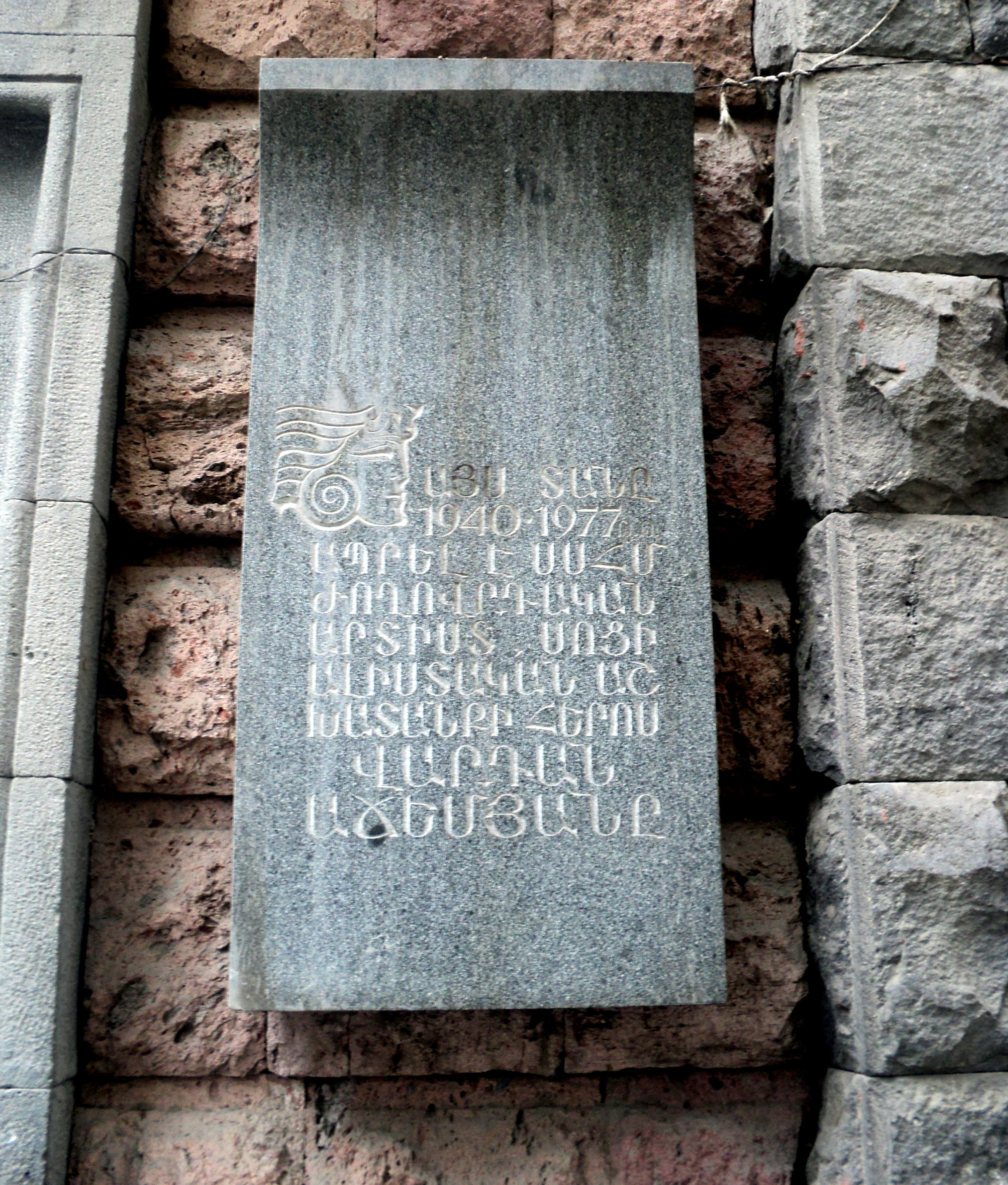
Мемориальная доска в Ереване. Проспект Маштоца

- В 2010 году национальная театральная премия «Артавазд» была посвящена 105-летию В. Аджемяна и А. Асрян[4]
- Именем актёра названа улица в Ереване.